# Turok 3: Shadow of Oblivion
Turok 3: Shadow of Oblivion és un videojoc de Nintendo 64 i Game Boy Color publicat l'agost del 2000. És la continuació de Turok 2: Seeds of Evil, i en 2002 va tenir altra seqüela, Turok: Evolution.